# Кароль Ріхтман-Рудневський
Кароль Ріхтман-Рудневський (пол. Karol Richtman-Rudniewski 1862, Перемишль — 6 липня 1921, Варшава) — інженер, архітектор, військовик.

## Біографія
Народився в Перемишлі в родині Зигмунта Ріхтмана. Закінчив факультет будови машин Львівської політехніки. Навчався також у Відні та Парижі. Певний час перебував на державній службі. Від 1895 року працював при будівництві залізниць ліній Львів—Самбір, Варшава—Ловіч, та ліній у Карпатах. У 1911—1914 роках член міської ради. У 1879—1914 роках спільно зі Станіславом Улейським мав власну архітектурну фірму. Фірма займалась зокрема спорудженням костелу святої Єлизавети за проєктом Теодора Тальовського та спілчанського банку на площі Смольки (тепер площа Генерала Григоренка). Член журі конкурсу проектів дому управління залізниці у Львові (1911), ескізів дому Ремісничої палати у Львові (1912).

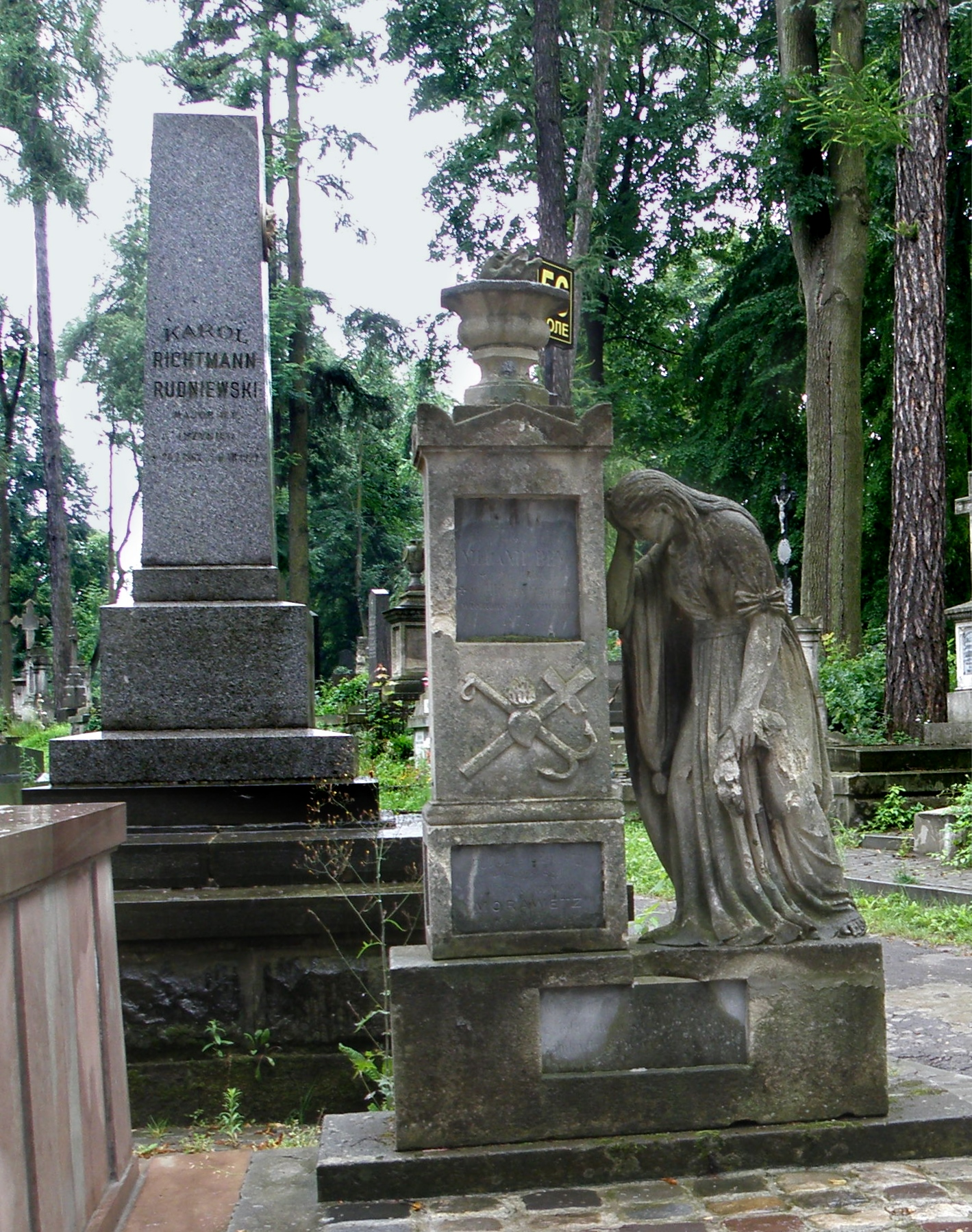
Надгробок Кароля Ріхтмана-Рудневського

Кароль Ріхтман відомий як спортсмен, та автолюбитель. 1910 року спільно з інженером Едмундом Лібанським здійснив перший у Польщі політ керованою повітряною кулею, зробив перші аерофотознимки. Ймовірно, як і Лібанський, був членом фотографічного товариства «Kopernik». Один із засновників клубу «Awiata». У 1890—1913 роках був членом Політехнічного товариства у Львові. Захоплювався театром і протягом багатьох років підтримував львівський театр фінансово. 1912 року ініціював і значною мірою фінансував виїзд театру з гастролями до Парижа.
Під час першої світової війни служив у австрійському війську в моторизованому дивізіоні. Став керівником моторизованих військ львівського округу. Брав участь в польсько-українських боях за Львів, як офіцер Війська польського, отримав звання майора. Відзначений багатьма нагородами. Помер під час перебування у Варшаві 6 липня 1921 року. Похований у Львові на Личаківському цвинтарі 12 липня 1921 року.

## Роботи
- Вілла «Гражина» на вулиці Суховолі, 23 у Трускавці. Збудована 1898 року на замовлення М. Куше. Стилістично відноситься до модерну з елементами «швейцарського» стилю.
- Перебудова дерев'яного житлового будинку на каплицю св. Франциска Ксаверія у Стрию для ордену Єзуїтів (1904, спільно з інженером Бауером і єзуїтом Станіславом Дидеком)[6].
- Створення окремої каплиці Матері Божої Потішення і відновлення вівтаря у львівському костелі єзуїтів (1905)[6].
- Нереалізований проект театру, який мав би постати на місці ресторану в поєзуїтському саду (тепер парк ім. Івана Франка). Розроблений 1908 року. Передбачалася сучасна конструкція з каменю, металу і скла з розсувним дахом. На першому поверсі заплановано крамниці і кав'ярні. Кошторис становив 2 мільйони крон. Консорціум з будівництва театру звернувся до магістрату з проханням надати землю в оренду на 50 років із подальшим переходом театру у власність міста[7][8].
- Зимові споруди Ковзанярського товариства на Пелчинському ставі у Львові (1909, співавтор Альфред Каменобродський)[9].
- Будинок на вулиці Мельника, 5. Тильний фасад виходить на вулицю Кокорудза. Збудований 1909 року[10].
- Неоготичний житловий будинок на вулиці Фредра, 7. Тильний фасад виходить на вулицю Герцена. Збудований 1911 року, співавтор Станіслав Уєйський[11].
- Проект нової дирекції залізниць у Львові на розі нинішніх вулиць Листопадового чину і Гоголя. Створений спільно зі Станіславом Улейським, поданий на конкурс 1911 року. Здобув третє місце[12].
- Реколекційний дім отців Єзуїтів у Львові на нинішній вулиці Залізняка, 11 (1913, співавтор Юзеф Пйонтковський)[6].